# Hyper-trou noir
Pour les articles homonymes, voir Trou noir (homonymie).
En cosmologie, l'hyper-trou noir (en anglais : hyper-black hole) est le nom donné au modèle cosmologique proposé, en 2013, par Razieh Pourhasan, Niayesh Afshordi et Robert B. Mann du Perimeter Institute for Theoretical Physics (Waterloo, Ontario, Canada). D'après ce modèle, alternatif au modèle standard, l'Univers observable, à trois dimensions, serait issu d'un trou noir résultant de l'effondrement d'une étoile d'un univers à quatre dimensions. Le Big Bang ne serait que le mirage holographique de cet effondrement.
Ce trou noir pourrait lui-même être dans un univers à quatre dimensions, avec d'autres trous noirs abritant d'autres univers en trois dimensions.
Cet univers en quatre dimensions pourrait lui-même provenir d'un univers en cinq dimensions, etc. créant une infinité d'univers de dimensions différentes